# Blood+
Blood+ (ブラッド プラス, Buraddo Purasu?) es un anime producido por Production I.G y Aniplex, dirigido por Junichi Fujisaku. Fue lanzado en Japón por los canales Sony, Animax, y en las cadenas MBS, TBS y RKB. Su primer capítulo se emitió el 8 de octubre de 2005 y el episodio final salió el 23 de septiembre de 2006. 
Se inspiró en la película Blood: The Last Vampire, aunque existen solamente algunas alusiones y referencias básicas. Fujisaku se involucró con ambos trabajos: tanto la dirección de Blood+, como la escritura de la novela Blood: The Last Vampire.
En España fue licenciado por Selecta Visión, quienes comercializaron las dos primeras temporadas (26 episodios) en un DVD de edición limitada. Se emitió en abierto en La 2 de TVE desde el 18 de abril de 2007. A partir del 30 de abril de 2007, la serie comenzó a ser emitida en Hispanoamérica (con doblaje mexicano) por el canal Animax y Sony Spin.

## Argumento
La serie comienza en la ciudad de Okinawa en septiembre del 2005, cerca de la base aérea de Kadena, en Estados Unidos.
Bajo el cuidado de su familia adoptiva, Saya Otonashi vive como una persona amnésica, pero intenta llevar la vida de una adolescente normal. Sin embargo, sus días felices y pacíficos se ven afectados cuando es atacada por un quiróptero (monstruo hematófago con apariencia de murciélago gigante, que se alimenta de sangre humana). Saya se da cuenta de que es la única persona capaz de derrotarlos, ya que su sangre hace que los cuerpos de los monstruos se cristalicen. Armada con su katana, Saya se embarca en un viaje acompañada por su familia, sus amigos, sus aliados y Haji (su caballero) para deshacerse de la amenaza de los quirópteros y recuperar su identidad.
En el transcurso del viaje por Japón, Vietnam, Rusia, Francia y E.U.A. se revelan los orígenes de los quirópteros y el misterioso pasado de Saya, que se remonta hasta mediados del siglo XIX.

## Personajes
- Saya Otonashi (沙耶音無, Otonashi Saya?): es el personaje principal de la historia (última esperanza de la humanidad). Durante la historia, se revela que es una reina quiróptero junto con su hermana gemela Diva. Saya es capaz de aniquilar a los quirópteros instantáneamente con tan solo el contacto de su sangre. Para aniquilar a estos monstruos gigantes, la protagonista emplea una katana con aperturas en la superficie que almacenan su sangre cuando ella misma corta las yemas de sus dedos; y porta un escudo rojo que la protege. Durante la serie tiene un conflicto de sentimientos que la dividen entre Haji y Solomon. Como curiosidad del personaje, se ha de añadir que su apellido "Otonashi" significa sin sonido, mientras que "Saya" es una funda o vaina de una espada japonesa (en ruso significa aurora, alba). En el doblaje japonés, su seiyū es Eri Kitamura,[3] mientras que en la versión castellana es doblada por Joel Mulachs y en la versión hispanoamericana por la mexicana Gaby Ugarte.[4]

- Diva (歌姫, DIVA?): es la hermana gemela de Saya. Se diferencia de su hermana por el color de ojos: los de Saya son rojos y los de Diva de color azul. Aparentemente es una chica dulce, encantadora y feliz, pero en realidad es una muchacha peligrosa que solo disfruta del sufrimiento ajeno; con una maldad interior que pocos piensan que puede albergar. Esto se debe a que desde que nació estuvo confinada en una torre en el "zoológico", lugar donde se encontraban diversas especies de animales. Diva era tratada como un animal más por parte de Joel y Amshel, quienes la investigaban y le suministraban una cantidad limitada de alimento. Al ser tratada de este modo, Diva comenzó a odiar la humanidad. Este odio fue volcado contra Saya al ver cómo su hermana recibía el amor de Joel (a quien Saya consideraba su padre) mientras ella era ignorada. Su nombre se debe al primer encuentro con su hermana, la cual al escuchar la voz de esta la llama "Diva, una princesa con una hermosa voz". En la adaptación japonesa, su seiyū es Akiko Yajima,[5] mientras que en la versión hispanoamericana es doblada por la mexicana Xóchitl Ugarte.[6]
- Haji (ハジ HAJI?): es un quiróptero que antes había sido humano. Cayó de un barranco para complacer a Saya con unas flores que se encontraban allí, y ella le dio de beber de su sangre ignorando el poder que tenía, convirtiéndolo así en su primer Caballero. Joel lo llevó para que fuera su compañero, pero con la verdadera intención de descubrir su manera de reproducirse, siendo Haji todavía un niño. Joel no pudo lograr su cometido. Al principio no se llevaban bien porque Haji era muy orgulloso y se sentía herido al ser vendido por un pedazo de pan mientras que Saya lo trataba como a un sirviente; pero ambos se convirtieron en compañeros de juegos y grandes amigos. Con el paso de los años, Haji se dio cuenta de que Saya no envejecía en absoluto y que tenía una capacidad de curación sorprendente. En Vietnam, cuando Saya se despierta con su sangre y entra en trance, corta una mano de Haji, siendo el motivo por el que siempre aparece representado con la mano vendada. En la adaptación japonesa, su seiyū es Katsuyuki Konishi,[7] mientras que en la versión castellana es doblado por Toni Mora y en la versión hispanoamericana por Gerardo García.[8]
- Kai Miyagusuku (カイ, Miyagusuku Kai?): es el hermano mayor de Saya e hijo de George, aunque con ninguno comparte lazos sanguíneos. Ama a Saya más que como a una simple hermana, se preocupa por sus hermanos y trata de protegerlos a toda costa. Accidentalmente, se ve involucrado en la guerra entre Saya y Diva, por lo que decide leer el diario de Joel y unirse al Escudo Rojo para luchar contra los quirópteros. En la adaptación japonesa, su seiyū es Hiroyuki Yoshino,[9] mientras que en la versión castellana es doblado por Daniel Albiac y en la versión hispanoamericana por Gabriel Ortiz.[10]
- David (デイビッド DAVID?): pertenece al Escudo Rojo, es el hijo del David que encargó a George cuidar de Saya, y es quien está a cargo de esta. En la adaptación japonesa, su seiyū es Juurouta Kosugi,[11] mientras que en la versión castellana es doblado por Alfonso Vallés y en la versión hispanoamericana por Rolando de Castro.[12]
- Riku Miyagusuku (リク Miyagusuku Riku?): hermano menor de Kai y Saya, hijo de George. Es un muchacho de buen corazón que siente verdadero afecto hacia sus hermanos. En una situación de vida o muerte, por culpa de Diva, termina por convertirse en un Caballero de Saya, el desenlace de su historia difiere entre el manga y el anime. En el anime, después de ser violado por Diva esta le da a beber su sangre, convirtiéndolo en piedra. En la adaptación japonesa, su seiyū es Akiko Yajima (la misma voz que Diva),[5] mientras que en la versión castellana es doblado por Rosa Guillén y en la versión hispanoamericana es doblado por Eduardo Curiel.[13]
- Solomon Goldsmith (ソロモンゴールドスミス Soromon Godshmitu?): caballero de Diva, fue convertido con ayuda de Amshel después de la I Guerra Mundial, cuando era médico. En el anime, era el preferido de Diva. Sin embargo, termina enamorándose de Saya, lo que desatará un gran conflicto con su ama, sus hermanos y Haji. En la adaptación japonesa, su seiyū es Kōji Tsujitani,[14] mientras que en la versión hispanoamericana es doblado por Víctor Ugarte.[15]

## Contenido de la historia

### Quirópteros
Los quirópteros hematófagos son similares a los murciélagos, que viven alimentándose de sangre humana y, por lo general, poseen una extraordinaria rapidez, fuerza y habilidades sobrenaturales de curación. Algunos de ellos son capaces de transformar partes de su cuerpo, incluso pueden mejorar sus partes de vuelo. Algunos quirópteros superiores son capaces de disfrazarse como seres humanos. Los quirópteros tienen un alto factor de curación, siendo muy difíciles (aunque no imposibles) de matar. A lo largo de la serie muestran capacidad para sobrevivir a un intenso tiroteo, a muchas caídas, a quedar sepultados bajo los edificios y también a explosiones. Son creados a partir de la sangre de una de las dos reinas; con la sangre de una reina, un ser humano puede transformarse en quiróptero y solo pueden ser destruidos con la sangre de la reina contraria. La introducción de la sangre de la otra reina en el torrente sanguíneo de un quiróptero, creará una cadena mortal de reacción en donde la sangre del Quiróptero se solidifica ("cristaliza"), aunque también pueden morir por decapitación.
También existen quirópteros artificiales, creados por Cinq Flèches en el proyecto llamado Delta 67, que compone la forma de más bajo nivel de quiróptero, vivir y actuar puramente por instinto. A medida que la serie avanza, el Dr. Boris y Amshel crean a los "Schiff", llamados también "La Gentuza", una forma superior de quirópteros artificiales que son inteligentes y capaces de sentir emociones. A diferencia de cualquier otra forma de quirópteros, los Schiff son sensibles a la luz solar y mueren si se exponen por demasiado tiempo a ella (desapareciendo en una llama verde). También sufren de una enfermedad inexplicable, a la que se refieren como "Espinas"; esta enfermedad poco a poco cristaliza su sangre, lo que implicaría una muerte dolorosa para el que la sufra. Gracias a la utilización de la plantilla genética de Moses, el líder de los Schiff, Cinq Flèches crea lo que ellos consideran una versión mejorada de este tipo, que se llaman Corps Corpse (el Cuerpo de Cadáveres). Al igual que sus predecesores, los Corps Corpse son luchadores capaces, pero ellos se muestran siendo completamente obedientes a sus creadores, y sin las emociones que caracterizaban a los Schiff. Ellos pueden soportar la luz del sol sin problemas y no están sometidos a la enfermedad de las espinas.
Los Caballeros son el segundo mayor nivel de quirópteros en términos de fuerza y habilidad, se crean cuando un humano bebe la sangre de una reina. Así nace un poderoso vínculo que existe entre cada caballero y la reina que los engendró, obligando a que la protejan y la sirvan a toda costa. Los caballeros tienen una velocidad aún mayor, también mayor fuerza y resistencia que los quirópteros regulares. A pesar de que conservan la apariencia en forma corporal y la edad que tenían cuando fueron transformados, los caballeros tienen gran capacidad de cambiar de forma. Pueden transformarse en formas únicas, parecidas a los quirópteros de forma periódica, ya sea total o limitada a determinadas partes del cuerpo. Se curan instantáneamente desde casi cualquier herida no letal, aunque las heridas graves temporalmente pueden causar un aumento en su necesidad de sangre. Al igual que con los quirópteros regulares, los caballeros pueden ser eliminados con la sangre de la reina contraria, sin embargo, la cristalización lleva más tiempo y es posible evitar la muerte mediante la eliminación de las partes del cuerpo de cristalización, también puede ser asesinados por decapitación o la quema de todo el cuerpo.
Por último, las Reinas, también llamadas las Originales, son las primeras y las de más alto nivel en la cadena de quirópteros. En una generación dada, siempre hay dos reinas, que son gemelas nacidas de una de las reinas anteriores. Saya y Diva son las actuales reinas de su especie. Todos los quirópteros han nacido de la sangre de una reina, ya sea mediante los propios esfuerzos de la reina o la experimentación humana. Las reinas parecen conservar una apariencia humana en todo momento, a pesar de que pueden modificar su apariencia humana hasta cierto punto. Su sangre puede cristalizar y destruir a los Quirópteros de cualquier nivel que sean creados por la sangre de su hermana. Solo pasan unos pocos años despiertas en un momento dado, al menos una década de hibernación dentro de un capullo. Poseen una velocidad, fuerza y resistencia que supera a las de sus caballeros y otros quirópteros, también pueden tener algunas habilidades de cambiar de forma, aunque durante la serie, sus habilidades parecen limitarse a modificar su apariencia humana hacia el exterior. La fuerza de una reina depende de su alimentación regular de sangre humana. Como tal, Diva, que libremente se alimenta de los humanos, puede utilizar todas sus capacidades, mientras Saya, que evita la alimentación de sangre humana (se alimenta a base de transfusiones), por lo general solo tiene una fuerza ligeramente superior a la fuerza a nivel humano. Una reina solo puede ser fecundada por un caballero de la otra reina, como en el caso de Diva y Riku (convertido en caballero de Saya), asegurando la pureza de la especie, pero cuando una reina queda embarazada con la próxima generación de reinas, la sangre pierde sus cualidades peligrosas (ya no puede cristalizar la sangre de la otra reina).

### Proyecto Delta 67
El Delta 67 es una base nitrogenada (nucleótido D, es decir, disfraz) obtenida principalmente de la sangre de Diva que, suministrada en humanos puede hacerlos mutar progresivamente en quirópteros. Cuando Saya va a Vietnam por segunda vez, descubre que se estaba probando el Delta 67 en niños, al igual que lo que pasó con su padre al inicio de la historia. En los episodios finales, Julia descubre que el Delta 67 se activa al oír a Diva cantar en vivo y que el nucleótido D adulterado de Saya puede salvar a los Schiff. El canto de Diva, unido a que Cinq Flèches quien distribuía esta sustancia oculta en todos sus productos, provocó que muchas personas estuvieran en riesgo potencial de ser quirópteros. El Proyecto Delta 67 se completó en 1972, en la guerra de Vietnam, y estuvo bajo la dirección de Cinq Flèches y el gobierno norteamericano.

### Organizaciones
- El escudo rojo (Red Shield)

Organización formada para combatir a los quirópteros, fundada por los descendientes de Joel Goldschmidt, el hombre que originalmente halló a Saya y a Diva y desató la amenaza quiróptero en el mundo. La mayoría de los miembros del Escudo Rojo son supervivientes de ataques de quirópteros y el principal enemigo de la organización es Diva, puesto que son los encargados de asegurar la protección y el bienestar de Saya.
- Grupo Cinq Flèches (Las Cinco Flechas)

Los Goldsmith son una rama de la familia dedicada a la protección de Diva; todos los miembros de la familia son Caballeros de Diva. Controlan al grupo Cinq Flèches, conglomerado, poderoso e influyente, cuya meta final es crear un mundo de quirópteros para el futuro de Diva.
- Los Schiff (La Embarcación en España/La Gentuza en Hispanoamérica)

Un equilibrio inestable entre los quirópteros y los Caballeros, son los prototipos de los Corpse Corps (Cuerpo de Cadáveres o Armada Zombie), soldados pseudo-Caballeros creados por un grupo de científicos dirigidos por Boris bajo el patrocinio de Amshel Goldsmith en Khirbet. Tienen habilidades de regeneración similares, gran agilidad, fuerza sobrehumana, y pueden acabar fácilmente con quirópteros comunes, dado que fueron entrenados para luchar contra ellos mientras estaban en cautiverio. Finalmente, cansados de ser sujetos a toda clase de experimentos, deciden escapar. Ellos llaman “espinas” a una enfermedad genética por la cual sus cuerpos se cristalizan finalmente. Como seres imperfectos, los Schiff deben evitar el contacto directo con la luz solar o de otra forma sus cuerpos arderán en una llama verde.
- La Armada Zombi

Ellos son la base final de los Schiff, fueron creados por el mismo grupo de científicos que crearon a los Schiff y patrocinados por Amshel Goldsmith. Su fuerza y velocidad son mayores a la de los Schiff e igualmente vulnerables a la sangre de Saya. Los Corpse Corps tienen la misma estructura física que Moses (líder ideológico de los Schiff) y utilizan espadas para luchar. Fueron creados para sobrevivir 7 días, pero su plazo de vida puede alargarse dependiendo de su situación y con ayuda de la sangre con la que fueron creados. En el capítulo en que aparecen por primera vez, Julia se plantea si éstos tienen algún sentimiento o emoción, pero estos, si las tienen, no las demuestran en lo absoluto en ninguna parte de la serie.

## Adaptaciones

### Anime
La serie anime de Blood+ se estrenó en Japón el 8 de octubre de 2005. El canal MBS/TBS lanzaba un nuevo episodio cada semana, hasta el último episodio que salió el 23 de septiembre de 2006, con un total de 50 episodios. La serie estaba dirigida por Junichi Fujisaku y el diseño de los personajes por Chizu Hashii. Cada temporada tiene temas distintos de apertura y cierre, conformados por una variedad de artistas. Con el episodio final de la temporada se usó el tema de cierre de la primera temporada.
A través de la división internacional de Sony, Blood+ fue licenciado para su distribución en varias regiones. La versión norteamericana de la serie fue emitida en los Estados Unidos en Cartoon Network, en el bloque de programación Adult Swim, donde se estrenó el 11 de marzo de 2007 y se desarrolló hasta el 23 de marzo de 2008. El doblaje en inglés también se ha emitido en Australia en Sci Fi Channel y en las Filipinas en Studio 23. La primera región en DVD fue puesta a la venta en América del Norte el 4 de marzo de 2008, con un lanzamiento simultáneo de solo cinco episodios por volumen y una caja de veinticinco episodios. Sony continuó lanzando volúmenes individuales de forma regular hasta que la primera mitad de la serie fue puesta a la venta. La segunda parte de Blood+ salió el 20 de octubre de 2009. En marzo de 2010, el primero de trece episodios estarían disponibles para ser vistos gratis en Estados Unidos. A partir de abril de 2011, la serie completa estuvo disponible en Hulu y Netflix. La serie se estrenó en América Latina por el canal Animax Latinoamérica el 30 de abril de 2007 con un doblaje mexicano.

### Manga
Para llevar al anime la serie Blood+, tres series de manga fueron creadas y publicadas en tres revistas de manga diferente. El tankōbon de las tres series fueron publicados por Kadokawa Shoten.
- Blood+, por Asuka Katsura. Es una serie de cinco volúmenes que primero se estrenó en As mensual Shōnen en julio de 2005, la cual cubre los acontecimientos de la historia de la serie de anime.

- Blood+: Adagio, fue escrito por Suekane Kumiko. Se trata de dos volúmenes de la serie que se estrenó en septiembre de 2005 de la revista Beans As que sigue a Saya y Haji en la experiencias que tuvieron durante la Revolución Rusa.

- Blood+: Kowloon Nights, fue lanzada en Japón como Blood + Yakō Jōshi, es una serie de un solo volumen hecha por Hirotaka Kisaragi. Se estrenó en la edición de septiembre de Asuka Ciel. La historia se sitúa en Shanghai, donde Haji sigue en su búsqueda de Saya y las complicaciones que debe enfrentar. A diferencia de las otras adaptaciones del manga, que son a la vez obras shōnen, Blood + Yakō Joshi es un manga Shojo, en particular del género shonen-ai (relaciones masculinas). Los tres adaptaciones del manga han sido autorizados para su lanzamiento en inglés en Estados Unidos por Dark Horse Comics.

A continuación, se detalla con más énfasis el argumento de cada uno de los tres mangas.
- Blood+

Creado por Asuka Katsura, este manga cuenta con cinco tomos, técnicamente basado en el anime. El manga se inicia con un principio similar al del anime (con la aparición de Saya en la guerra de Vietnam), y en general el resto de los sucesos también se desarrollan de la misma forma. Cabe añadir que presenta ciertas diferencias: En este caso, el encuentro con Haji fue por parte con Riku y Saya. La aparición del quiróptero frente a Saya ocurrió en el restaurante de su padre, en cambio en el anime ocurrió en la escuela donde el profesor de educación física muere a causa del quiróptero. Haji da de beber su sangre a Saya (con un "beso") como en el primer capítulo del anime, después Saya derrota al quiróptero, quedando Riku gravemente herido. David decide contarle quién es ella en realidad, lo que ofende a Saya, quién empieza a perder el control (en este caso Saya no es tan tímida como lo es en el anime) hasta el punto de atacar a David, quien la dispara para darle a entender que no es humana. En el anime tardaron capítulos en explicar su naturaleza. Tras este suceso, Saya va en busca de Haji con el fin de preguntarle a él quién es. Tras de una discusión entre Kai y David, y la intervención de George (el padre adoptivo de Saya), Saya está dispuesta a pelear contra los quirópteros. Saya se prepara para debutar en una obra de la escuela en la que tiene el papel de interpretar a una amnésica (el personaje principal), que Mao le dijo que hiciera. Mientras Karl prepara el ataque hacia el centro comercial de Koza, decidido a vencer a Saya.
- Blood+ Adagio

Creado por Kumiko Suekane, este manga cuenta con dos tomos. La historia transcurre en 1916, un poco antes de la revolución bolchevique y en plena Primera Guerra Mundial. En este contexto histórico tenemos como máximo jefe del Estado ruso al zar Nicolás II y su familia Romanov, junto al polémico Rasputín, el cual se nos muestra como un simple monje que ofrece tratamiento médico al heredero del trono, Alexis Romanov. Fue dibujado por Kumiko Suekane, se estrenó por primera vez en la revista Beans Ace y estuvo desponible el 26 de abril de 2006.
- Blood+ Yakou Joushi

Creado por Hirotaka Kisaragi, este manga unitario de Blood+ cuenta los sucesos que, a finales del invierno de 1993, Haji desarrolló en Hong Kong. Un policía joven llamado Nishi investiga un caso de asesinatos en el que las víctimas perdieron demasiada sangre. Cuando el caso es tomado por una misteriosa organización, éstos le recomiendan a Nishi que mejor no se meta si quiere seguir vivo. Casualmente, Nishi es atacado por un monstruo y Haji lo salva. Es muy liviano en comparación a otras obras del género. Se publicó por primera vez en las páginas de la revista Ciel el 29 de septiembre de 2005 y se recopiló en un solo tankobon que estuvo disponible en su Japón natal el 26 de abril de 2006. Fue dibujado por Hirotaka Kisaragi (autor de mangas yaoi como Gate, Innocent Bird y Spectre).
Cuenta con 50 episodios.

### Relación manga-anime
El manga, basado en el anime Blood+, presenta grandes diferencias con el anime original. Los otros mangas (Blood+ Adagio y Blood+ Yakou Joushi) presentan historias diferentes a la serie. Algunas de las principales diferencias en el manga son:
- Algunos personajes no aparecen en la historia, incluyendo el grupo de los Schiff.

- El padre de Saya, George, y su hermano Riku no mueren en la historia. Aunque Riku sí se convierte en caballero y al final se va con Red Shield.

- En relación con los caballeros de Diva se tiene:
  - El papel de Amshel se desarrolla de una forma muy similar que en la serie.
  - Sólomon es quien más se encuentra interesado en las investigaciones que se realizan a Diva, además es el único caballero de Diva que sobrevive al final.
  - James es asesinado en el crucero de Red Shield, debido a la muerte de éste, Nathan adquiere un fuerte rencor hacia Diva y su forma de tratar a los caballeros. Muere asesinado por Saya después de que él haya causado la muerte de Diva.
  - Carl tiene un aspecto diferente al del anime, siendo en esta ocasión el aspecto de un niño. Su papel en la historia es más importante que en el anime, debido a que en este caso él es el caballero preferido de Diva, motivo por el que Amshel lo alejó de ella al enviarlo a Vietnam, además, Riku lo conoce y lo considera un amigo. Después de su muerte, los Corpse Corps son creados a partir de él. Riku, al no saber esto, "adopta" a uno de los Corpse Corp como si fuera Karl (como fue el caso de Moses en el anime).

- En ningún momento los caballeros se transforman completamente como lo hacían en el anime, sólo transforman parte de sus cuerpos, como los brazos, aunque Amshel sí cambia en una ocasión la forma de su cuerpo para suplantar a Diva, como en el final del anime.

- Diva no tiene hijas, ya que a diferencia del anime, ella no viola a Riku, sino que se lo traen para que intente copular con él sin lograrlo. Por lo mismo, su muerte es distinta en el manga donde muere cuando uno de sus caballeros, Nathan, atraviesa a Saya con una espada mientras estaba en frente de Diva hiriéndola a ella también, lo que causa que su sangre se mezclara con la de su hermana y se cristalizara.

### Novela ligera
Dos novelas ligeras han sido adaptadas basada de la serie. Blood +, escrito por Ryo Ikehata con ilustraciones de Chizu Hashii, es la adaptación de cuatro volúmenes de la novela oficial de la serie de anime, ampliando los acontecimientos de los cincuenta episodios de series de anime y les da mayor fondo en la lucha contra los quirópteros. El primer volumen fue lanzado en Japón el 1 de mayo de 2006 por Kadokawa Shoten bajo su orientación masculina Sneaker Bunko. Los volúmenes restantes fueron publicados cada cuatro meses hasta el volumen final el cual fue publicado el 1 de mayo de 2007.
La segunda adaptación, Blood+ Russian Rose, es una serie de dos volúmenes escritos por Karino Minazuki e ilustrado por Ryo Takagi. Fue lanzado al mismo tiempo, como Blood +, el primer volumen fue lanzado el 1 de mayo de 2006 y el segundo el 1 de septiembre de 2006. La serie, publicada bajo el sello orientado a mujeres de Kadokawa Bunko Beans, relata la vida de Saya y Haji con detalles en el inicio del siglo XX y la Revolución Rusa. Tanto la serie de novelas han sido autorizados para su lanzamiento en inglés en Norteamérica por Dark Horse Comics, esta publicó la primera traducción de la novela Blood + el 19 de marzo de 2008.

### Banda sonora
La banda sonora para el anime Blood+ está compuesta por cuatro álbumes, dos de ellos con piezas originales a cargo de Mark Mancina y Hans Zimmer, otro más dirigido por los mismos está compuesto por una serie de piezas de Johann Sebastian Bach y el último incluye una recopilación de todos los temas de apertura y de cierre que fueron usados a lo largo de la animación junto con los dos temas más representativos del anime; Diva y Blood+ Grand Theme. La producción de los cuatro álbumes estuvo a cargo de Aniplex y salieron al mercado a lo largo del año 2006.